# Cosworth GBA

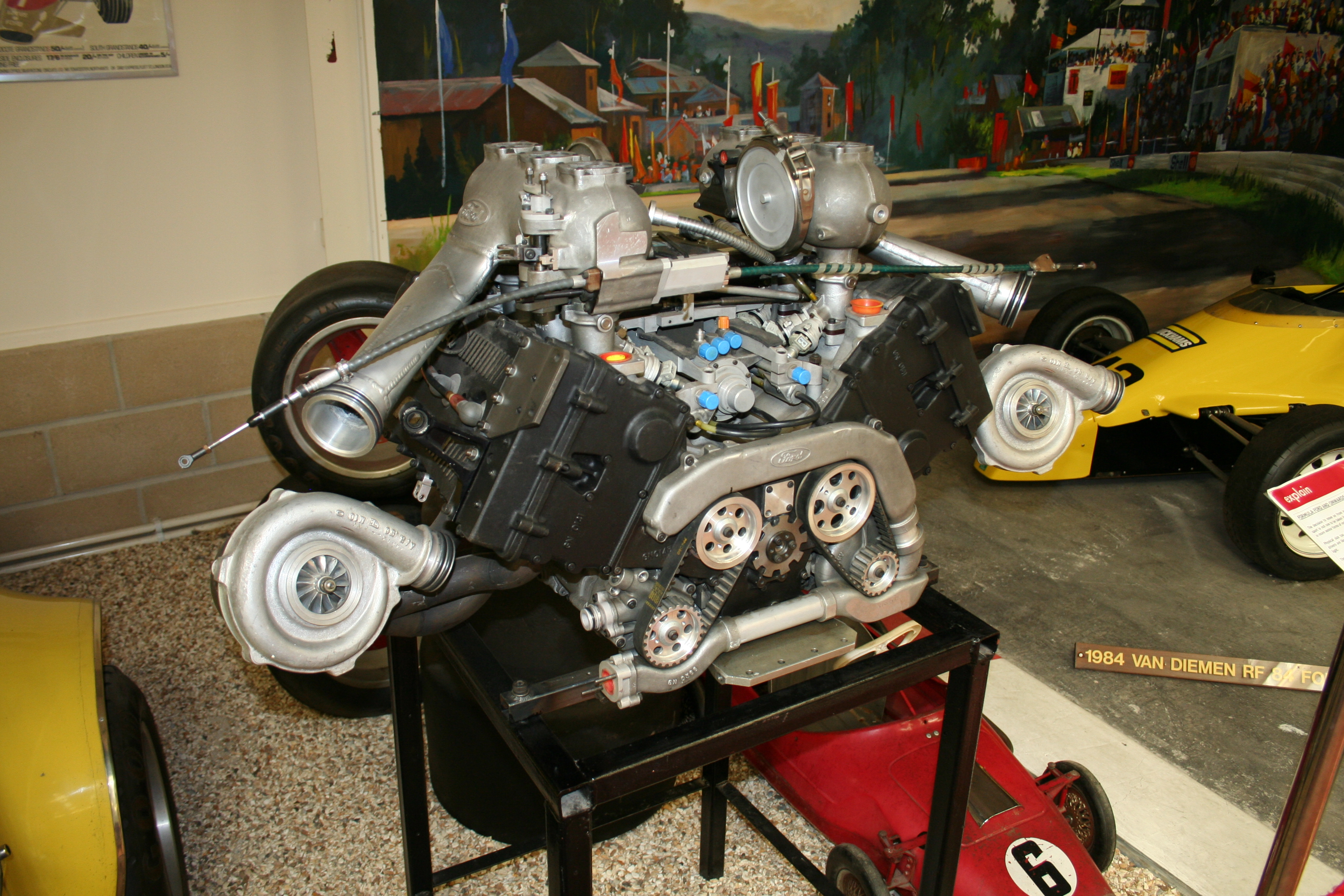
Ford TEC-F1 (Cosworth GBA)

Der Cosworth GBA war ein Turbomotor für die Formel 1, den der britische Motorenhersteller Cosworth mit finanzieller Unterstützung durch den US-amerikanischen Ford-Konzern entwickelt hatte. In den Meldelisten erschien er unter den Bezeichnungen Ford TEC oder Ford TEC-Turbo. Der GBA war der einzige aufgeladene Formel-1-Motor, den Cosworth und Ford in der sogenannten Turboära im Programm hatten, und zugleich die letzte Neuentwicklung, die vor dem Verbot von Turbomotoren 1989 zum Einsatz kam. Der Cosworth GBA stand 1986 und 1987 nur ausgewählten Formel-1-Teams zur Verfügung. Er erzielte keinen Sieg bei einem Formel-1-Weltmeisterschaftslauf.

## Entwicklungsgeschichte
Der 1958 von Keith Duckworth und Mike Costin gegründete Motorenhersteller Cosworth war ab 1967 mit dem 3,0 Liter großen Saugmotor DFV in der Formel-1-Weltmeisterschaft vertreten. Der DFV, dessen Entwicklung Ford finanziert hatte, war allen Teams frei zugänglich und dominierte die Formel 1 der 1970er-Jahre. Mit 155 gewonnenen Weltmeisterschaftsläufen, 12 Fahrer- und 10 Konstrukteurstiteln zwischen 1967 und 1983 ist er der erfolgreichste Motor in der Geschichte der Formel 1. Keinem anderen Hersteller gelang es, einen ähnlich wettbewerbsfähigen Saugmotor zu konstruieren. Erst durch das Aufkommen der Turbomotoren ab 1977 geriet der DFV nach und nach ins Hintertreffen. Ab 1981 waren die Turbomotoren so leistungsstark und zuverlässig, dass sie regelmäßige Siege einfahren und wenig später auch um die Weltmeisterschaft fahren konnten. Deshalb stellten in den frühen 1980er-Jahren die Spitzen- und danach auch die Mittelfeldteams auf Turbomotoren um. Ab 1984 gingen alle Fahrerweltmeisterschaften an Piloten mit Turbomotoren. 
Cosworth reagierte abwartend auf die aufkommende Turbowelle. Keith Duckworth hielt die Turbomotoren in der Formel 1 für nicht reglementskonform und beschäftigte sich bis 1982 gar nicht mit einem aufgeladenen Formel-1-Motor. Zwar entstand bei Cosworth eine aufgeladene Version des DFV; dieser DFX genannte Motor war allerdings mit 2,65 Liter Hubraum allein für US-amerikanische Rennserien (CART) bestimmt. In der Formel 1 hingegen blieb das Unternehmen lange beim Saugmotorkonzept. Der DFV wurde zum DFY weiterentwickelt, der 1983 noch einmal siegte (Michele Alboreto für Tyrrell beim Großen Preis der USA Ost 1983). Er konnte den Bedeutungsverlust des Saugmotorkonzepts nicht verhindern. 1985 gingen schließlich nur noch Minardi und Tyrrell mit DFV-Motoren an den Start, die inzwischen mindestens 300 PS weniger leisteten als die aufgeladenen Motoren.

Financier: Ford

Der Ford-Konzern, der den DFV finanziert und von der Werbewirksamkeit seiner Rennerfolge profitiert hatte, drängte seit 1981 auf die Entwicklung eines Turbomotors für die Formel 1. Wegen der zögerlichen Haltung Duckworths erwog Ford in diesem Bereich zeitweise eine Kooperation mit dem deutschen Rennsportteam Zakspeed, das seit mehr als zehn Jahren Erfahrung mit Turbomotoren hatte. Als sich Duckworth im Sommer 1983 letztlich doch bereit erklärte, einen Turbomotor zu entwickeln, entschied sich Ford für eine Fortsetzung der Zusammenarbeit mit Cosworth. Die Entwicklungsarbeiten für den Cosworth-Turbo begannen im Herbst 1983, als Williams bereits mit Honda- und McLaren mit Porsche-Turbos an den Start gingen. Der Prozess verlief nicht geradlinig. In einer ersten Phase konzipierte Cosworth einen Reihenvierzylindermotor, der vom Cosworth BD abgeleitet war und auf dem Motorblock des Ford Kent. Das Vierzylinderkonzept lehnte sich an die bereits im Einsatz befindlichen Motoren von BMW (M12) und Hart (415T) an. Im Laufe des Jahres stellten sich unlösbare Probleme mit der Belastbarkeit der Kurbelwelle ein, sodass Duckworth das Vierzylinderprojekt nach etwa einjähriger Entwicklung aufgab. Im September 1984 fiel die Entscheidung für ein zweites Konzept, das eine komplette Neukonstruktion bedeutete. Cosworth entschied sich für einen Sechszylinder-V-Motor, der werksintern die Bezeichnung GBA erhielt. 
Die Entwicklung des GBA leitete Geoff Goddard. Die ersten Zeichnungen entstanden im Dezember 1984, und der erste Prototyp lief am 1. August 1985 auf dem Prüfstand. Im Februar 1986 fanden die ersten Testfahrten in Boreham statt, zwei Monate später debütierte der Motor bei einem Formel-1-Rennen.
Der Motor wurde nur 1986 und 1987 eingesetzt. Insgesamt entstanden 25 Blöcke, deren Wartung Cosworth anders als im Fall des DFV selbst übernahm. 1987 beschäftigte Cosworth allein für den GBA etwa 100 Mitarbeiter. Als die FIA für die Saison 1988 eine strenge Reglementierung der Turbomotoren verfügte und unter anderem den zulässigen Ladedruck auf 2,5 bar reduzierte, stellte Ford das GBA-Programm ein: Die neuen Regeln hätten eine umfassende Anpassung des Motors erfordert, die angesichts des Umstands, dass ab 1989 Turbomotoren gänzlich verboten waren, für unwirtschaftlich angesehen wurde. Cosworth konzentrierte sich künftig wieder auf Saugmotoren: Für den Vorzugskunden Benetton entstand die HB-Serie, für die kleineren Kundenteams die Baureihen DFZ und DFR.

## Nomenklatur
Werksintern trägt der Turbomotor die Bezeichnung Cosworth GBA. Die Buchstabenkombination „GB“ sollte an den Cosworth GA anknüpfen, Cosworths ersten Sechszylinder-V-Motor von 1973, und zum Ausdruck bringen, dass der neue Motor der zweite Cosworth-Aggregat mit dieser Auslegung war. Abgesehen davon bestand keinerlei Verwandtschaft zwischen dem GA und dem GB. Der 3,4 Liter große GA basierte auf dem Ford-Essex-Block und war für den Einsatz im Tourenwagensport (Gruppe 2) vorgesehen.
In der Öffentlichkeit wurde der Cosworth GBA als Ford TEC, TEC-Turbo oder TEC-F1 vermarktet; so erschien er auch in den Meldelisten der Formel-1-Rennen. Die Buchstabenkombination TEC stand für Turbo Engine Cosworth.

## Technik

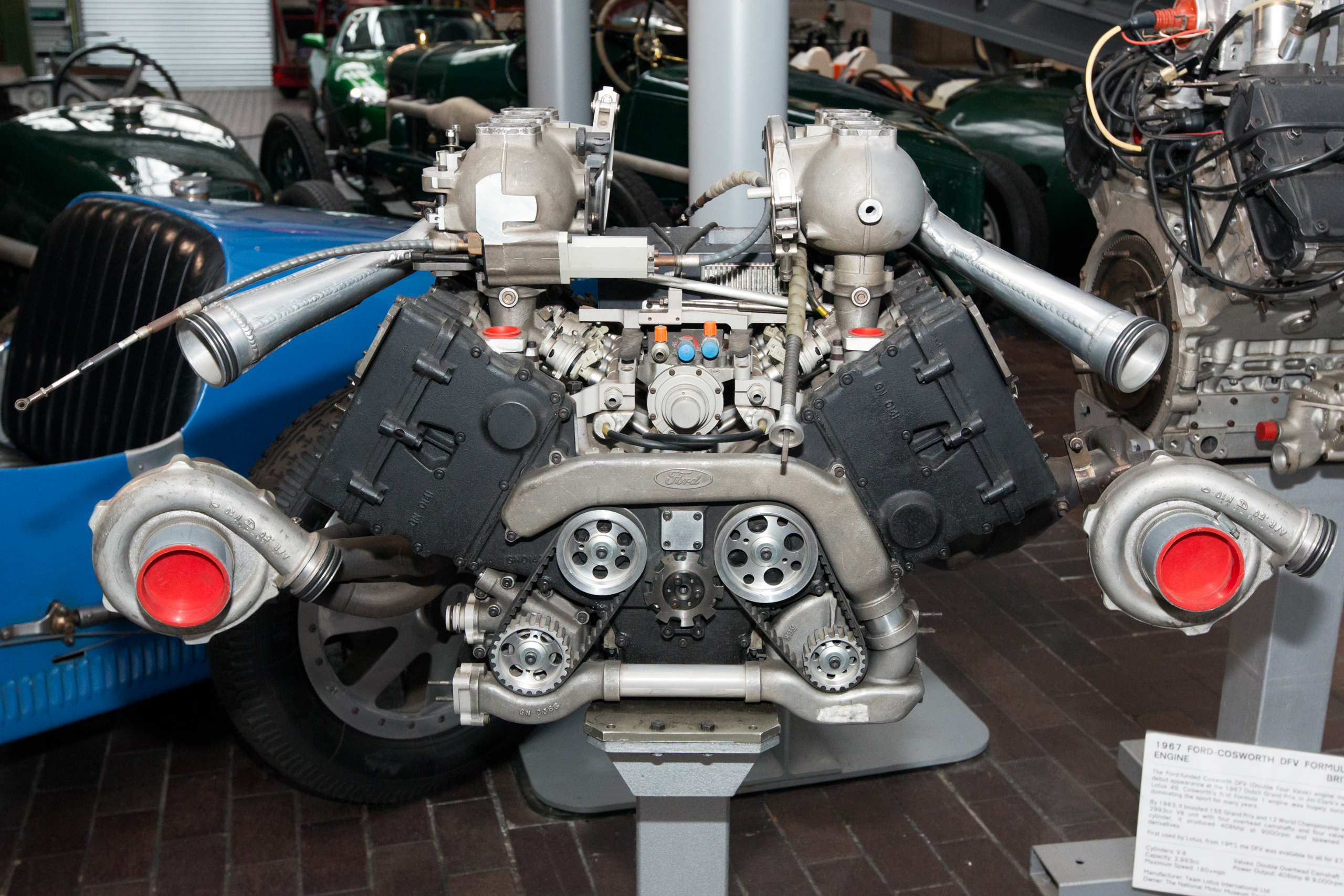
120 Grad Zylinderbankwinkel: Cosworth GBA

Der Cosworth GBA war ein kompakter Sechszylinder-V-Motor, der 450 mm lang und 510 mm hoch war. Hinsichtlich der Zylinderzahl orientierte sich Cosworth an dem erfolgreichen TAG-Motor von Porsche. Der Zylinderbankwinkel fiel aber mit 120 Grad deutlich größer aus als der des Porsche (80 Grad), der noch mit Blick auf profilierte Unterböden besonders schmal konstruiert worden war. Weil ab 1983 glattflächige Unterböden vorgeschrieben waren, musste Cosworth auf derartige Gesichtspunkte keine Rücksicht mehr nehmen. Der Motorblock und die Zylinderköpfe bestanden aus einer Aluminiumlegierung. Die Zylinderköpfe waren anders als beim britischen Hart 415T abnehmbar. Der Hubraum betrug 1497 cm³. Cosworth gab die Maße von Bohrung und Hub nicht bekannt. Außenstehende Ingenieure schätzen Werte von 78 mm (Bohrung) × 52,18 mm (Hub). Die Zylinderlaufflächen waren mit Nikasil beschichtet. Jeder Zylinder hatte zwei Einlass- und zwei Auslassventile. Die Ventile standen im Winkel von 40 Grad zueinander. Für jede Zylinderreihe gab es zwei obenliegende Nockenwellen, die – erstmals wieder seit den Repco-Motoren der späten 1960er-Jahre – von Ketten angetrieben wurden. Der GBA hatte zwei Turbolader von Garrett, die einstufig arbeiteten. Das Zündsystem wurde von Magneti Marelli zugeliefert, die Kolben kamen von Mahle. Die Motorelektronik war eine Ford-Entwicklung (EEC-IV).
Die ersten Motoren waren im Verhältnis 6,5 : 1 verdichtet. Im Laufe der Saison erhöhte Cosworth das Verdichtungsverhältnis schrittweise auf 7,5 : 1 und schließlich auf 8,0 : 1. Nachdem die Leistung für die Qualifikation anfänglich bei 700 PS gelegen hatte, kamen die Motoren gegen Ende der Saison 1986 auf etwa 1000 PS. In der zweiten Hälfte der Saison 1987 wurde diese Leistung schließlich auch im Rennen erreicht. Damit lag die Leistung der Cosworth-Motoren geringfügig über der Leistung der Motoren von Honda.

## Renneinsätze
Anders als der DFV, war der GBA kein allgemein verfügbarer Motor. Die Entscheidung, welche Teams den TEC-Turbo einsetzen durften, stand ausschließlich Ford zu. Für die Jahre 1986 bis 1988 vergab Ford den Motor exklusiv an das im britischen Colnbrook ansässige Team Haas (USA). Cosworth stand der Entscheidung kritisch gegenüber, weil Haas ein neu gegründetes Team war, das erst 1985 im Motorsport debütiert hatte. Für Haas sprach nach der Ansicht von Ford zunächst die Aussicht auf finanzielle Unterstützung durch den Beatrice-Konzern, die letztlich allerdings nur in sehr reduziertem Maße zustande kam. Haas nutzte den Motor tatsächlich nur 1986. Nach dieser Saison stellte das Team den Rennbetrieb ein. 
Teamgründer Carl Haas verkaufte zum Jahresende das Material seines Teams an Bernie Ecclestone, den Inhaber des Brabham-Teams, der die GBA-Motoren auf diesem Umweg für 1987 und 1988 Zugriff an Brabham weiterleiten wollte. Ford kündigte allerdings den Motorenvertrag mit Haas, sodass letztlich weder Haas noch Ecclestone Zugriff auf die Turbos hatten. Der Cosworth GBA ging 1987 stattdessen an das Benetton-Team, das ihn in dieser Saison in zwei Autos einsetzte. 1988 kam der TEC-F1 nicht mehr zum Einsatz.

### Team Haas

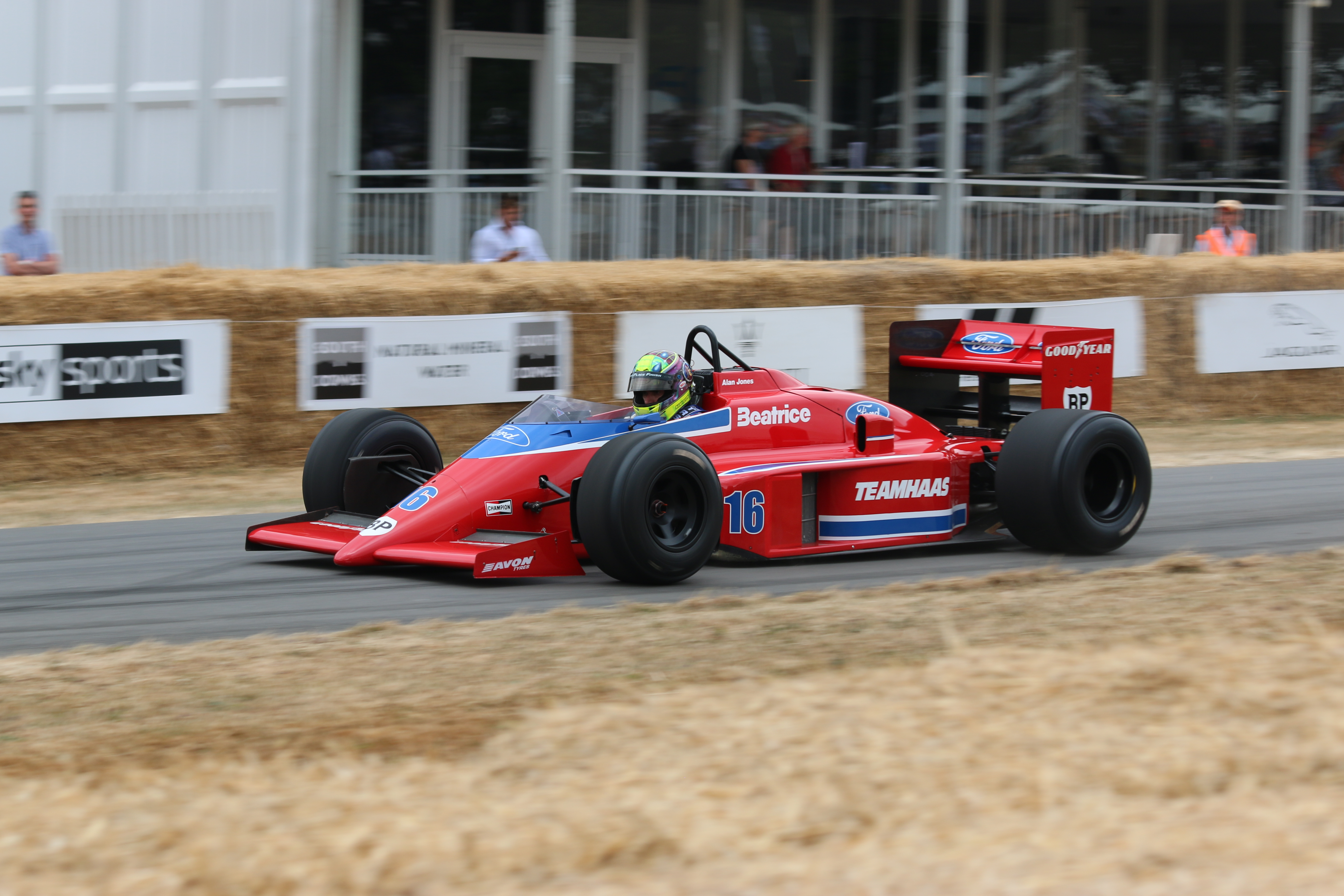
Lola THL2 mit TEC-F1-Motor (1986)

Der TEC debütierte Großen Preis von San Marino 1986 im Team Haas (USA), das in den Medien alternativ auch als Haas-Lola, Beatrice, Beatrice-Lola oder FORCE-Lola bezeichnet wurde. Haas war seit 1985 in der Formel 1 aktiv. Seine erste Saison hatte das Team mit britischen Turbomotoren von Hart bestritten. Auch die zweite Saison begann Haas mit Hart-Motoren. Fahrer waren Alan Jones und Patrick Tambay. Beim dritten Saisonrennen in Imola war der Cosworth GBA einsatzbereit, allerdings stand dem Team zunächst nur ein Motor zur Verfügung. Für ihn wurde das bisherige THL1-Chassis zum THL2 umgebaut. Das neue Auto mit dem neuen Motor ging an Alan Jones, während Tambay in Imola noch mit dem THL1-Hart startete. Hier war der neue THL2 mit Ford-Motor dem alten THL1 deutlich unterlegen. Im Qualifying war Jones nahezu drei Sekunden langsamer als Tambay. Im Rennen fiel Jones mit überhitztem Motor nach 28 Runden aus. Ab Monaco starteten beide Haas-Autos mit dem Cosworth-Turbo. Im Laufe der Saison 1986 litt der THL2 an mangelnder Zuverlässigkeit. Jones fiel bei 14 Rennen mit dem Auto zehnmal vorzeitig aus, Tambay bei 13 Rennen ebenso oft. Allerdings gab es auch drei Zielankünfte in den Punkterängen: Beim Großen Preis von Österreich wurde Jones Vierter, und beim anschließenden Rennen in Italien kam er als Sechster ins Ziel. Tambay belegte in Österreich Platz fünf. In Warm-Up zum Großen Preis von Kanada verunglückte Tambay nach einem Fahrfehler. Er zog sich Verletzungen an den Füßen zu, aufgrund derer er weder in Montréal noch eine Woche später in Detroit am Rennen teilnehmen konnte. In den USA übernahm stattdessen Eddie Cheever den zweiten Wagen von Haas. Insgesamt erzielte Haas 1986 sechs Weltmeisterschaftspunkte und belegte Platz acht in der Konstrukteurswertung. Bereits im Frühsommer 1986 zeichnete sich das Ende des Rennstalls ab. Grund hierfür waren einerseits die sportlichen Ergebnisse, die hinter den – unrealistisch hohen – Erwartungen zurückblieben, anderseits wirtschaftliche Schwierigkeiten des Teams. Für die Saison 1987 wäre ein neuer Sponsor erforderlich gewesen, den Haas nicht fand. Im Oktober 1986 legte Haas den Rennstall still. 

### Benetton

Letzter GBA-Nutzer: Benetton Formula

Der britische Rennstall Benetton Formula war 1986 aus dem Toleman-Team hervorgegangen. Während Toleman sechs Jahre lang Motoren von Hart eingesetzt hatte, startete Benetton in seiner ersten Saison mit Kundenmotoren von BMW, die Mader betreute, und erzielte mit ihnen einen Sieg. Für die Saison 1987 erhielt Benetton exklusiv die Cosworth-GBA-Motoren. Einsatzfahrzeug war der von Rory Byrne konstruierte Benetton Benetton B187, eine Weiterentwicklung des letztjährigen B186. Fahrer waren in der gesamten Saison Teo Fabi und Thierry Boutsen. Nach Ansicht von Cosworth war Benetton strukturell besser aufgestellt als Haas, sodass eine effiziente Weiterentwicklung des Turbomotors möglich war. 
Boutsen und Fabi qualifizierten sich mit dem Cosworth GBA nahezu immer für die ersten fünf Startreihen. Bestes Qualifikationsergebnis war der dritte Startplatz Boutsens beim vorletzten Rennen in Japan, hinzu kamen mehrere vierte Startplätze. Boutsen kam neun-, Fabi siebenmal ins Ziel. Nachdem es zu Saisonbeginn zahlreiche technisch bedingte Ausfälle gegeben hatte, erreichten die Fahrer in der zweiten Hälfte des Jahres überwiegend das Ziel. Boutsen beendete neun, Fabi sieben Rennen mit Zieldurchläufen. Die Benetton-Fords punkteten regelmäßig. Beide Fahrer wurden je einmal Dritter (Fabi in Österreich, Boutsen nach einer Disqualifikation des vorplatzierten Ayrton Senna in Japan). Hinzu kamen drei vierte und fünf fünfte Plätze. Am Jahresende belegte Benetton mit 28 Punkten Rang fünf der Konstrukteurswertung.

## Statistik
| Saison           | Team          | Chassis | Nr.        | Fahrer | 1   | 2   | 3   | 4   | 5   | 6   | 7   | 8   | 9 | 10  | 11 | 12  | 13  | 14  | 15  | 16 | Punkte | Rang |
| ---------------- | ------------- | ------- | ---------- | ------ | --- | --- | --- | --- | --- | --- | --- | --- | - | --- | -- | --- | --- | --- | --- | -- | ------ | ---- |
| 1986             |               |         |            |        |     |     |     |     |     |     |     |     |   |     |    |     |     |     |     |    |        |      |
| Team Haas (USA)  | Lola THL2     | 15      | A. Jones   |        |     | DNF | DNF | 11  | 10  | DNF | DNF | DNF | 9 | DNF | 4  | 6   | DNF | DNF | DNF | 6  | 8      |      |
| Team Haas (USA)  | Lola THL2     | 16      | P. Tambay  |        |     |     | DNF | DNF | DNS |     | DNF | DNF | 8 | 7   | 5  | DNF | NC  | DNF | NC  | 6  | 8      |      |
| Team Haas (USA)  | Lola THL2     | 16      | E. Cheever |        |     |     |     |     |     | DNF |     |     |   |     |    |     |     |     |     | 6  | 8      |      |
| 1987             |               |         |            |        |     |     |     |     |     |     |     |     |   |     |    |     |     |     |     |    |        |      |
| Benetton Formula | Benetton B187 | 19      | T. Fabi    | DNF    | DNF | DNF | 8   | DNF | 5   | 6   | DNF | DNF | 3 | 7   | 4  | DNF | 5   | DNF | DNF | 28 | 5      |      |
| Benetton Formula | Benetton B187 | 20      | T. Boutsen | 5      | DNF | DNF | DNF | DNF | DNF | 7   | DNF | 4   | 4 | 5   | 14 | 16  | DNF | 5   | 3   | 28 | 5      |      |

| Legende  | Legende            | Legende                                                          |
| Farbe    | Abkürzung          | Bedeutung                                                        |
| -------- | ------------------ | ---------------------------------------------------------------- |
| Gold     | –                  | Sieg                                                             |
| Silber   | –                  | 2. Platz                                                         |
| Bronze   | –                  | 3. Platz                                                         |
| Grün     | –                  | Platzierung in den Punkten                                       |
| Blau     | –                  | Klassifiziert außerhalb der Punkteränge                          |
| Violett  | DNF                | Rennen nicht beendet (did not finish)                            |
| Violett  | NC                 | nicht klassifiziert (not classified)                             |
| Rot      | DNQ                | nicht qualifiziert (did not qualify)                             |
| Rot      | DNPQ               | in Vorqualifikation gescheitert (did not pre-qualify)            |
| Schwarz  | DSQ                | disqualifiziert (disqualified)                                   |
| Weiß     | DNS                | nicht am Start (did not start)                                   |
| Weiß     | WD                 | zurückgezogen (withdrawn)                                        |
| Hellblau | PO                 | nur am Training teilgenommen (practiced only)                    |
| Hellblau | TD                 | Freitags-Testfahrer (test driver)                                |
| ohne     | DNP                | nicht am Training teilgenommen (did not practice)                |
| ohne     | INJ                | verletzt oder krank (injured)                                    |
| ohne     | EX                 | ausgeschlossen (excluded)                                        |
| ohne     | DNA                | nicht erschienen (did not arrive)                                |
| ohne     | C                  | Rennen abgesagt (cancelled)                                      |
| ohne     | keine WM-Teilnahme |                                                                  |
| sonstige | P/fett             | Pole-Position                                                    |
| sonstige | 1/2/3/4/5/6/7/8    | Punktplatzierung im Sprint-/Qualifikationsrennen                 |
| sonstige | SR/kursiv          | Schnellste Rennrunde                                             |
| sonstige | *                  | nicht im Ziel, aufgrund der zurückgelegten Distanz aber gewertet |
| sonstige | ()                 | Streichresultate                                                 |
| sonstige | unterstrichen      | Führender in der Gesamtwertung                                   |